# Ambassade de Djibouti en France
L'ambassade de Djibouti en France est la représentation diplomatique de la république de Djibouti auprès de la République française. Elle est située au 26 rue Émile-Menier, dans le 16e arrondissement de Paris, la capitale du pays. Son ambassadeur est, depuis 2014, Ayeid Mousseid Yahya.

## Ambassadeurs de Djibouti en France
Les ambassadeurs de Djibouti en France ont été successivement :
| Date de nomination | Date de nomination | Date de remise des lettres de créance | Date de remise des lettres de créance | Ambassadeur              |
| ------------------ | ------------------ | ------------------------------------- | ------------------------------------- | ------------------------ |
| ?                  |                    | 1er septembre 1977                    | [ JORF 1 ]                            | Ahmed Ibrahim Abdi       |
| ?                  |                    | 3 mars 1989                           | [ JORF 2 ]                            | Ahmed Omar Farah         |
| ?                  |                    | 1er avril 1997                        | [ JORF 3 ]                            | Djama Omar Idleh         |
| ?                  |                    | 23 avril 2001                         | [ JORF 4 ]                            | Mohamed Goumaneh Guirreh |
| ?                  |                    | 2 juillet 2004                        | [ JORF 5 ]                            | Rachad Farah             |
| ?                  |                    | 8 juillet 2014                        | [ JORF 6 ]                            | Ayeid Mousseid Yahya     |

## Consulats
Djibouti ne possède pas d'autre consulat en France que la section consulaire de son ambassade à Paris.